# 悟空翼龍科
悟空翼龍科（学名：Wukongopteridae）是翼龍目的一科，是群基礎翼龍類。到目前為止，化石都發現於中國遼寧省的道虎溝化石層或髫髻山組，這些地層的年代仍有爭議，某些地質年代研究認為相當於侏羅紀中期，某些研究則認為年代屬於侏羅紀晚期，也有研究得出白堊紀早期的結論。
在2009年，汪筱林、亞歷山大·克爾納（Alexander Kellner）、蔣順興、孟溪等人的翼龍類研究裡，已提出悟空翼龍科的概念，但當時沒有明確的定義。次年，同一群研究人員首次提出明確定義：李氏悟空翼龍、中國鯤鵬翼龍的最近共同祖先，與其最近共同祖先的所以後代。根據這個定義，悟空翼龍科目前包含四屬翼龍類，可細分為五種，包含：模塊達爾文翼龍、玲瓏塔達爾文翼龍、李氏悟空翼龍、鯤鵬翼龍、潘氏長城翼龍。

## 敘述

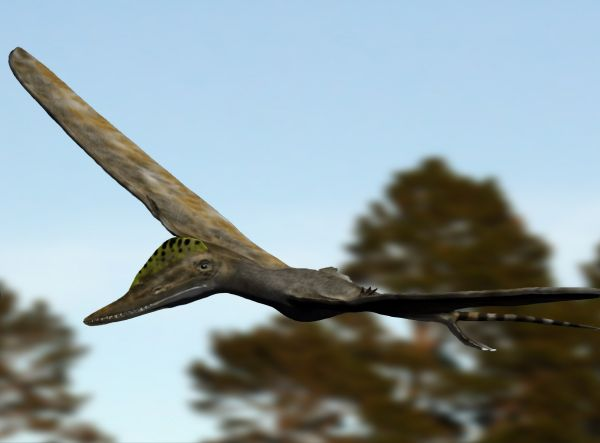
悟空翼龍的想像圖

悟空翼龍科的共有特徵包括：鼻孔和眶前孔合成為一個鼻眶前孔（Nasoantorbital fenestra）、上頜骨的顴骨支較長，前端突出且薄、獨立的鼻骨測突、方骨後傾约120°、下頜癒合部分较短（小於下頜總長度的25%）、頸椎比其他喙嘴龍類更長、頸肋數量縮减、掌骨長度約為指骨第一指節的一半、指骨第一指節比第四指節還短。
悟空翼龍科的最大特點，是同時帶有喙嘴翼龍類的原始特徵、以及翼手龍類的進階型特徵，有助於解釋翼龍類演化發展的遺失環節。牠們的尾部長、發達的第五腳趾等特徵類似喙嘴翼龍類。頸椎長、鼻孔和眶前孔合成為一個鼻眶前孔，這些屬於後期翼手龍類的特徵；在早期喙嘴翼龍類，鼻孔、眶前孔是分離的。在2010年，中國翼龍類學家呂君昌等人根據達爾文翼龍的新化石，建立一個新演化支，單窗孔類（Monofenestrata）。單窗孔類包含翼手龍類、已演化出鼻眶前孔的其他翼龍類，但不包含鼻孔、眶前孔是分離的早期翼龍類。根據汪筱林的定義，悟空翼龍類屬於單窗孔類演化支，是單窗孔類的基礎型物種。